# 659

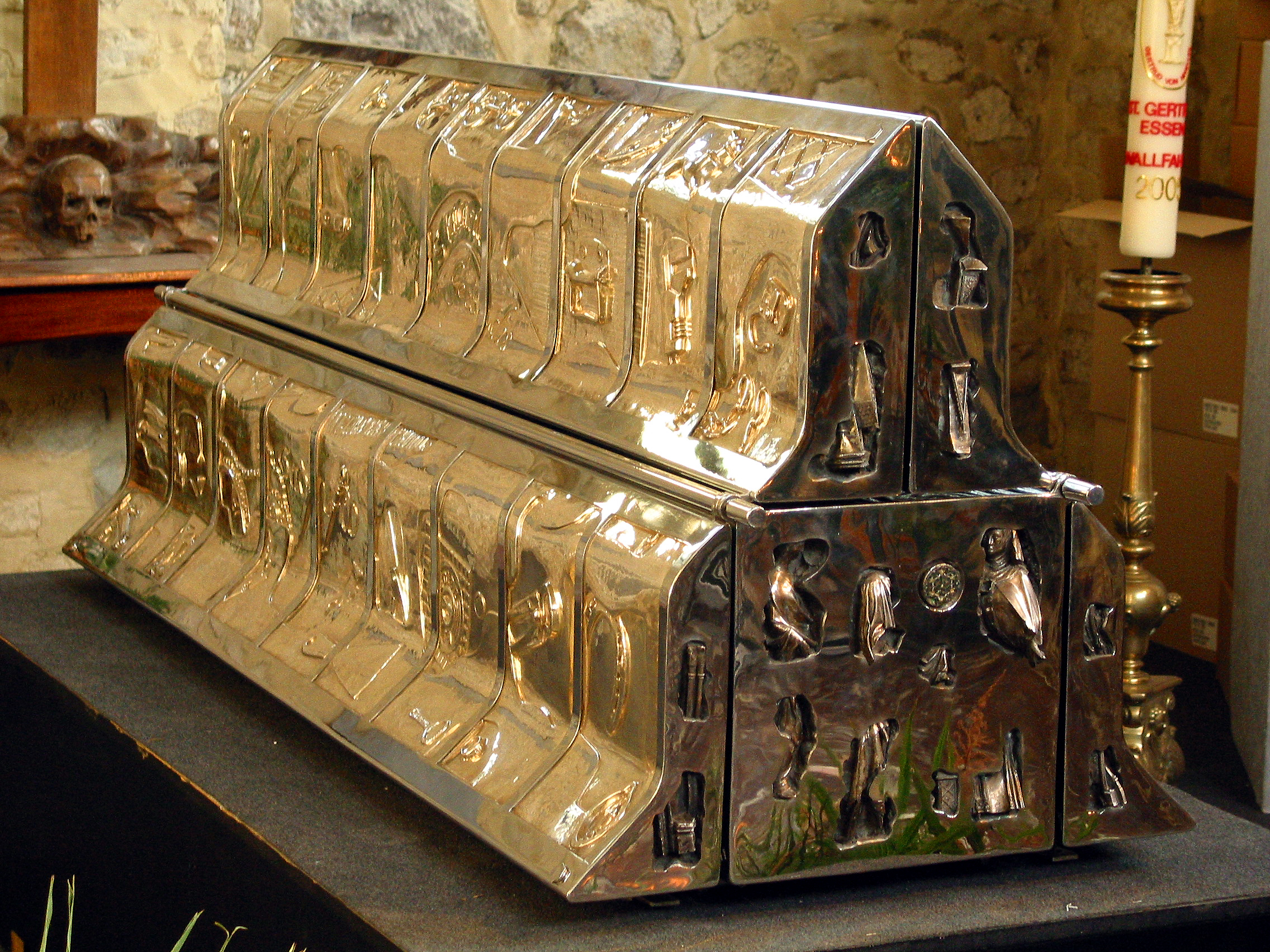
De Schrijn van Gertrudis van Nijvel (2009)

Het jaar 659 is het 59e jaar in de 7e eeuw volgens de christelijke jaartelling.

## Gebeurtenissen

### Byzantijnse Rijk
- Byzantijns-Arabische Oorlog: Keizer Constans II sluit een vredesverdrag met het Rashidun-kalifaat. Hij versterkt de rijksgrens in Anatolië en consolideert het Byzantijnse machtsvacuüm in Armenië.

### Azië
- Een Japanse delegatie wordt naar China gestuurd voor handelsbetrekkingen en in de hoofdstad Chang'an ("Eeuwige Vrede") hartelijk ontvangen door keizer Gao Zong.
- Een Chinees expeditieleger verovert de koninkrijkjes Fergana en Sogdiana (huidige Oezbekistan). Hierdoor verwerft het Chinese Keizerrijk de macht over Centraal-Azië.
- Dappula I wordt voor korte tijd koning van Ceylon. Daarna volgt Dathopa Tissa II hem op. Het eiland wordt door de ligging van zeeroutes een bloeiend handelscentrum.

## Geboren
- Cædwalla, koning van Wessex (waarschijnlijk geboortejaar; overleden 689)
- Fujiwara no Fuhito, Japans politicus (overleden 720)

## Overleden
- Ferreolus van Grenoble, Frankisch bisschop
- 17 maart - Gertrudis van Nijvel (33), Frankisch abdis